# Войсковое хозяйственное правление (Уральск)
Войсковое хозяйственное правление — административное здание в Уральске, выстроенное в 1838 году для размещения Войсковой канцелярии Уральского казачьего войска, позднее — Войскового хозяйственного правления. Здание построено по проекту войскового архитектора Андрея Андреевича (Генриха) Гопиуса. В 1900 году в размещавшемся в здании архиве писатель Короленко работал над документами времён Пугачёвского восстания. В 1982 году здание включено в список памятников истории и культуры Казахстана, как часть градостроительного комплекса старого Уральска.

## История
После отъезда из Уральска первого профессионального архитектора города Микеле Дельмедино, ему на смену был принят архитектор Генрих (в документах — Андрей Андреевич) Гопиус. Именно для Гопиуса по ходатайству атамана Покатилова и оренбургского генерал-губернатора Перовского император Николай I разрешил ввести должность архитектора Уральского казачьего войска, соответствующую X классу государственной табели о рангах. До тех пор архитекторы числились войсковыми фортификаторами. В выстроенном в стиле господствующего в то время классицизма здании, помимо чиновников гражданского управления области, разместились войсковой архив и с 1871 года — публичная библиотека. С 1874 года в здании проводились съезды выборных от станиц Уральского войска, трижды председателем съезда выбирался известный уральский учёный и общественный деятель Николай Андреевич Бородин. В 1889 году в здании войскового правления разместили первый городской телефонный коммутатор. В настоящее время в здании размещается Уральская областная библиотека для детей и юношества имени Гайдара. . 
В 1900 году в войсковом архиве в течение двух месяцев работал писатель Владимир Галактионович Короленко, о чём свидетельствует памятная доска на здании. Писатель работал над замыслом романа о Пугачёве, надеясь в архиве «собрать в одно целое еще не вполне угасшие старинные предания, найти живые черты, всколыхнувшие на Яике первую волну крупного народного движения…» Роман не был написан, результатом поездки в Уральск стала серия очерков «У казаков».

## Архитектура
Главной архитектурной особенностью здания является центральный ризалит с 8-колонным портиком. Антаблемент включает в себя фриз с триглифами и модульонами и выдающийся карниз на кронштейнах. Стены первого этажа здания оформлены рустовкой и выделены сквозным карнизом.